# Fabien Claude
Fabien Claude (Épinal, 22 de diciembre de 1994) es un deportista francés que compite en biatlón. Su hermano Émilien compite en el mismo deporte.
Participó en los Juegos Olímpicos de Pekín 2022, obteniendo una medalla de plata en la prueba de relevo. Ganó tres medallas en el Campeonato Mundial de Biatlón entre los años 2023 y 2025.

## Palmarés internacional
| Juegos Olímpicos   | Juegos Olímpicos             | Juegos Olímpicos  | Juegos Olímpicos |
| Año                | Lugar                        | Medalla           | Prueba           |
| ------------------ | ---------------------------- | ----------------- | ---------------- |
| 2022               | Pekín (China)                | Medalla de plata  | Relevo           |
| Campeonato Mundial |                              |                   |                  |
| Año                | Lugar                        | Medalla           | Prueba           |
| 2023               | Oberhof (Alemania)           | Medalla de oro    | Relevo           |
| 2024               | Nové Město (República Checa) | Medalla de bronce | Relevo           |
| 2025               | Lenzerheide (Suiza)          | Medalla de plata  | Relevo           |